# ドングリランド
ドングリランド（どんぐりらんど）は、香川県高松市にある森林公園。NPOどんぐりネットワークをはじめとする諸団体が管理・運営を行っている。ドングリの木を中心に広葉樹の森が広がっており、県民参加の森林づくり運動の拠点として、各種森あそび・体験イベントが行われている。
近くの藤尾神社と共に「香川のみどり百選」に選定されている
。

## 施設
- ドングリランドビジターセンター - 園内を散策するのに必要な双眼鏡や自然に関する図書の貸し出しを行っているほか館内でもイベントが行われている。シャワーなどの設備も備えられている。
  - 所在地 - 香川県高松市西植田町字西奥中谷6082番地2
  - 休館日 - 毎週火曜日
  - 開館時間 - 午前9時から午後5時

## ギャラリー

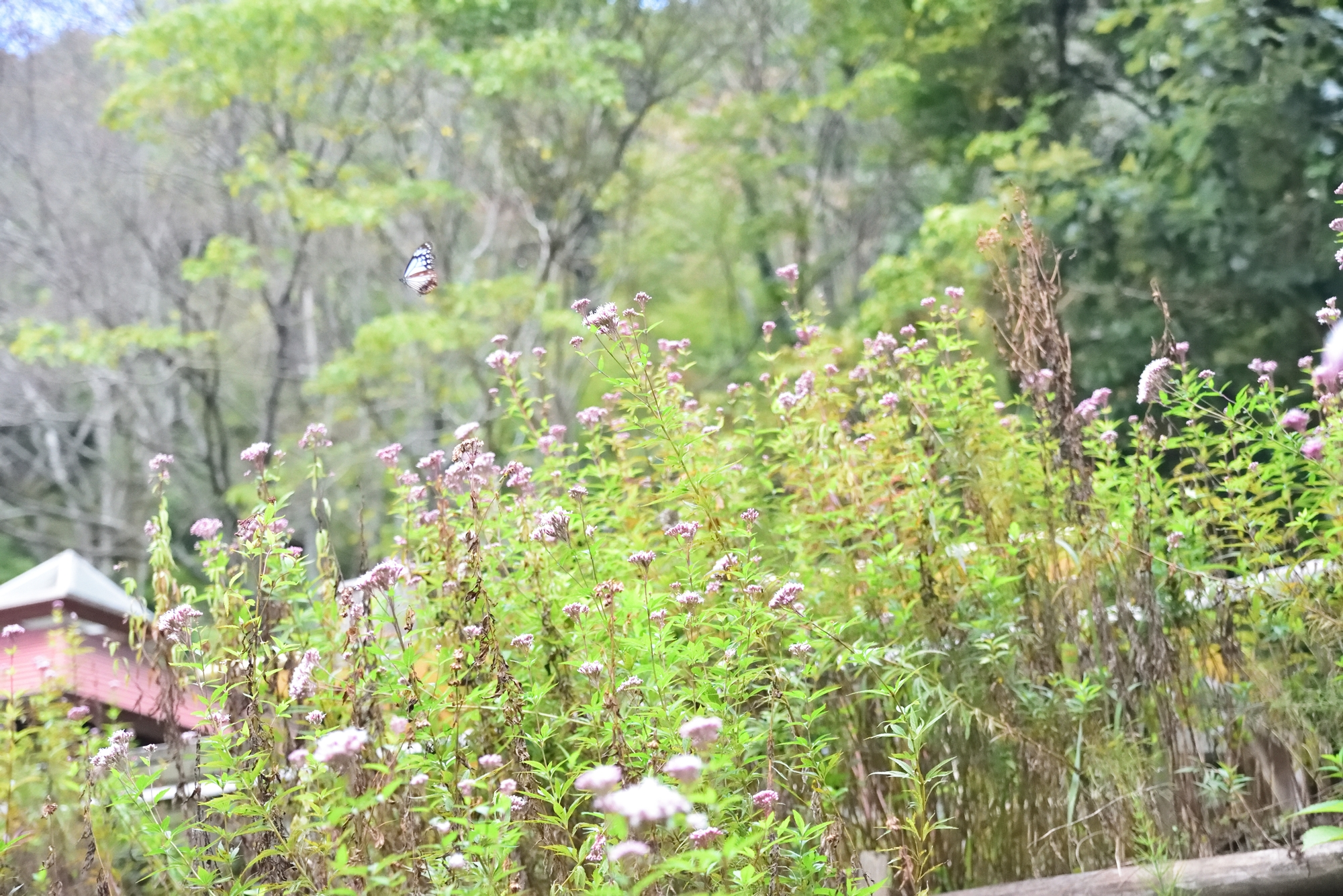
2020年フジバカマとアサギマダラ